# Komaroviopsis anisosperma
Komaroviopsis anisosperma är en växtart som är ensam art i släktet Komaroviopsis i familjen flockblommiga växter.
Arten är endemisk i Uzbekistan. Den beskrevs som Komarovia anisoptera av Jevgenij Korovin 1939, och fick sitt nu gällande namn av Aleksandr Doueld 2021.